# Premio Origins
Los Premios Origins (en inglés: Origins Awards ), presentados en Estados Unidos por la Academy of Adventure Gaming Arts and Design («academia de artes y de diseño de juegos de aventuras»), se conceden y entregan durante la Origins Game Fair («Feria Origins sobre juegos») para trabajos sobresalientes en las industrias del juego de rol y de mesa.
Antes de 2007 la Origins Game Fair se llamaba Origins International Game Expo («exposición internacional de juegos Origins»). Los Premios Origins se entregan a juegos realizados durante el año que precede al año de la ceremonia de entrega. Los juegos ganadores de 1979 fueron premiados, por ejemplo, en 1980.
En sus inicios, los Premios Charles S. Roberts eran concedidos durante esa exposición en cinco categorías:
- Mejor Juego Profesional
- Mejor Juego Amateur
- Mejor Revista Profesional
- Mejor Revista Amateur
- Salón de la Fama de Juegos de Aventuras

En 1978, la exposición también presentó los Premios H. G. Wells para juegos de rol y de miniaturas. En 1987, los Premios Charles S. Roberts fueron de nuevo entregados por separado, pero ya no en la Origins Game Fair.
El número de categorías se ha diversificado y ha crecido con el tiempo. En la edición de 2024, por ejemplo se han entregado las siguientes categorías:
- Mejor juego de mesa de iniciación
- Mejor juego de estrategia ligera
- Mejor juego de estrategia avanzada
- Mejor juego de mesa temático
- Mejor juego de mesa para fiestas/social
- Mejor juego de mesa individual
- Mejor juego de mesa cooperativo
- Mejor juego de mesa infantil y familiar
- Mejor juego de construcción fija
- Mejor juego de construcción aleatoria
- Mejor producto de juego de miniaturas
- Mejor juego de puzles
- Mejor juego de rol de aventuras
- Mejor producto básico de juego de rol
- Mejor producto de inicio de juego de rol
- Mejor suplemento de juego de rol
- Mejor accesorio para dados
- Mejor accesorio de juego
- Mejor diseño gráfico 2D
- Mejor componente 3D
- Mejor texto relacionado con el juego
- Mejor producción multimedia